# Hans Lindén

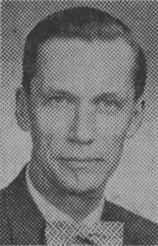
Hans Lindén

Hans Lindén, född 26 september 1908 i Almby församling, Örebro län, död 5 mars 1990, var en svensk arkitekt.
Lindén, som var son till prosten Theodor Lindén och Ruth Melander, utexaminerades från Kungliga Tekniska högskolan 1933. Han var assistent på länsarkitektkontoret i Malmö 1936–1940, biträdande länsarkitekt i Karlskrona 1940–1941, länsarkitekt i Kronobergs län 1941–1963, bedrev egen verksamhet 1963–1965 och från 1968 samt arkitekt på Kommunernas konsultbyrå (tidigare Landsbygdens Byggnadsförening) i Växjö 1965–1968. Han ritade bland annat biografer, hotell, offentliga byggnader, kyrkorestaureringar, stads- och byggnadsplaner.